# Бахрушинская серия
«Бахру́шинская се́рия» — серия книг, созданных на основе уникальных фондовых материалов Государственного центрального Театрального музея имени А.А. Бахрушина при участии ведущих театроведов и театральных критиков.
Серия,  начатая в 2011 году включает мемуары, сборники воспоминаний, альбомы-каталоги, монографии о выдающихся актёрах и режиссёрах русского театра разных поколений.

## Издания серии
- Б.М. Поюровский. Мария Миронова. Александр Менакер… В своём репертуаре. — М.: ГЦТМ им. А.А. Бахрушина, 2011. — 498 с. — (Бахрушинская серия). — 3000 экз. — ISBN 978-5-901977-32-3.
- Станиславский: эпоха тотального обновления театра / Д.В. Родионов, С.В. Семиколенова. — М.: ГЦТМ им. А.А. Бахрушина, 2011. — 252 с. — (Бахрушинская серия). — 1000 экз. — ISBN 978-5-901977-35-4.
- Фёдор Иванович Шаляпин. Альбом-каталог из фондов ГЦТМ им. А.А. Бахрушина / С.В. Семиколенова. — М.: ГЦТМ им. А.А. Бахрушина, 2012. — 408 с. — (Бахрушинская серия). — 1000 экз. — ISBN 978-5-901977-56-9. Архивировано 20 ноября 2012 года.
- Ю.А. Бахрушин. Воспоминания. — 2-е, испр. и доп.. — М.: ГЦТМ им. А.А. Бахрушина, 2012. — 542 с. — (Бахрушинская серия). — 1000 экз. — ISBN 978-5-901977-51-4. Архивировано 20 ноября 2012 года.